# Kolomchromatografie

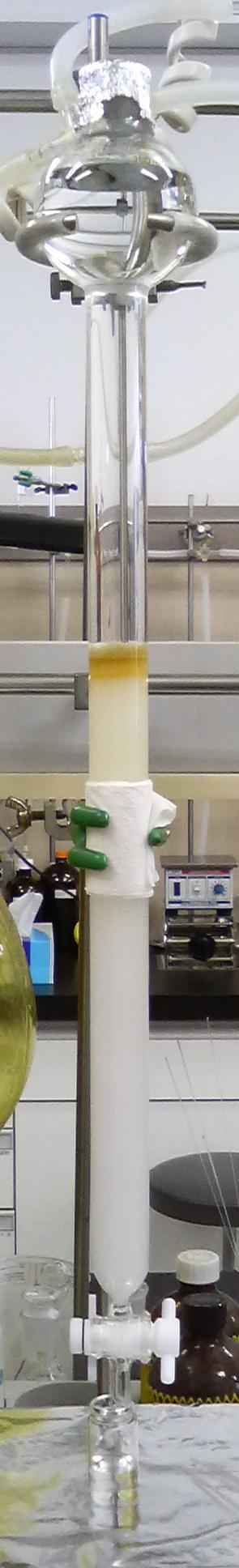
Een kolom

Kolomchromatografie is een scheidingsmethode in de analytische scheikunde. 
De methode werd in het begin van de 20e eeuw ontdekt door de Russische geleerde Michail Tswet, die kleurstoffen uit planten, met name chlorofyl wist te scheiden op een kolom van calciumcarbonaat met petroleumether als oplosmiddel.
Kolomchromatografie wordt nog steeds gebruikt om een of meerdere zuivere producten te verkrijgen uit een mengsel van producten met bijproducten. De schaal van kolomchromatografie varieert van enkele microgrammen op het laboratorium tot vele kilogrammen in industriële kolommen.
Kolomchromatografie is een bepaalde uitvoeringsvorm van chromatografie waarbij de kolomvulling het scheidingsmiddel is. Het scheidingsprincipe is afhankelijk van de gebruikte kolomvulling en het loopmiddel ( = eluens). Zo komt bij vulling van een kolom met ionenwisselaar (= IEC) de scheiding tot stand door verschillen in lading van de te scheiden componenten bij de gebruikte pH en zoutsterkte van het eluens. Ook gelfiltratie en affiniteitschromatografie worden meestal in kolommen toegepast. Deze laatste twee technieken worden vooral gebruikt bij het scheiden van eiwitten.
Het grote voordeel van kolomchromatografie is dat men de gescheiden componenten direct in handen kan krijgen. Deze bevinden zich na afloop in verschillende buizen van de zogenaamde fractieverzamelaar. Kolomchromatografie wordt daarom veelvuldig gebruikt voor preparatieve doeleinden, bijvoorbeeld bij het zuiveren van eiwitten die men daarna verder wil bestuderen. Hierbij mag de detectietechniek niet destructief zijn. Het meten van de eigen extinctie door de gescheiden componenten is zo’n niet-destructieve methode.